# Clyde Butcher
Clyde Butcher, né à Kansas City le  6 septembre 1942, est un photographe américain de paysages. Il commence sa carrière par la photo couleur avant d'opter pour les clichés noir et blanc à grande échelle, après la mort de son fils. Butcher est un grand défenseur des efforts de conservation et se sert de son travail pour faire la promotion de la beauté des lieux naturels.

## Biographie
Né à Kansas City, dans le Missouri, Clyde Butcher a vécu une enfance nomade avec ses parents jusqu'à ce qu'ils s'installent dans le sud de la Californie alors qu'il avait 18 ans. Il fréquente la California Polytechnic University dès 1960 et en est diplômé d'architecture. Alors qu'il visite le Parc national de Yosemite en 1963, il découvre les études de photographie d'Ansel Adams.
Au cours de sa troisième année de collège, Clyde se marie avec sa copine de l'époque, Niki.

## Débuts de sa carrière de photographe
Pendant ses études collégiales, Clyde présente ses projets d'architecture en créant et en photographiant des modèles réduits au lieu de faire des croquis.
Après la collation des grades, Clyde entreprend une carrière en architecture. Il collabore avec l'architecte William Pereira sur des immeubles comme le Transamerica building de San Francisco en plus de travailler pour des sociétés de modelisme architectural. Avec le marasme économique, Clyde perd son  emploi et commence à exposer ses clichés en noir et blanc aux festivals d'art locaux. Il réalise rapidement qu'il pourrait faire plus d'argent en photographie qu'il n'en fait en architecture. En 1970, il abandonne l'architecture au profit de la photographie paysagère.

## Succès commercial
Clyde confie à un partenariat le soin de mettre en marché et de vendre ses images aux services de décoration murale de Sears, Montgomery Ward et J. C. Penney. Au plus fort, il emploie environ 200 personne dans des bureaux à Akron, en Ohio et dans le sud de la Californie. Afin d'augmenter les ventes, Clyde commence à prendre des clichés avec une pellicule couleur pour que ses images puissent s'agencer avec les tapis usés vert avocat et les causeuses dorées. À cette époque, le gros de son travail de photographe a lieu à l'ouest des Rocheuses et dans le Nord-ouest du Pacifique.
Pour se soustraire à une partie du stress du métier, il déménage dans un voilier avec sa femme; ils y vivent pendant sept ans, ancrés dans le port de Newport Beach, en Californie. Le voilier n'avait pas d'électricité ni de climatisation, leur existence étant donc spartiate. L'absence de télévision a permis à la famille de développer une certaine sérénité et d'indépendance tout en pouvant profiter des avantages de la ville.

## Déménagement en Floride
L'amour que Clyde porte au nautisme et l'émission Flipper lui donnent le goût d'explorer la Floride. Clyde vend son entreprise en Californie, déménage en Floride et reprend la vente d'œuvres d'art dans les fêtes foraines.
En 1986, son fils meurt lorsque la voiture dans laquelle il prend place est frappée par un chauffard ivre. Clyde s'isole dans la nature pour se ressourcer et faire le vide. Il abandonne la photo couleur pour devenir photographe 
paysager à l'aide d'appareils-photo grand format.
En 1993, Clyde se porte acquéreur d'une parcelle de 14 acres dans la réserve naturelle nationale de Big Cypress dans le sud de la Floride qui est entourée ar plus d'un million d'acres de nature sauvage. C'est là qu'il construit sa galerie et sa demeure. Il réalise ensuite qu'il doit aider la population à comprendre la beauté du marécage et commence à offrir des visites guidées du marécage derrière sa galerie de Big Cypress. Big Cypress Gallery est ouverte tous les jours de 10h à 17h.

## Récompenses
- 2000 : prix Ansel-Adams.

## Sources
- (en) Cet article est partiellement ou en totalité issu de l’article de Wikipédia en anglais intitulé « Clyde Butcher » (voir la liste des auteurs).